# Список населённых пунктов Валдайского района
Список населённых пунктов Валдайского муниципального района Новгородской области
| Вид     | Наименование     | муниципальное образование         |
| ------- | ---------------- | --------------------------------- |
| деревня | Аксентьево       | Яжелбицкое сельское поселение     |
| деревня | Апаницы          | Яжелбицкое сельское поселение     |
| деревня | Афанасово        | Едровское сельское поселение      |
| деревня | Байнёво          | Рощинское сельское поселение      |
| деревня | Бель             | Едровское сельское поселение      |
| деревня | Большое Городно  | Ивантеевское сельское поселение   |
| деревня | Большое Замошье  | Семёновщинское сельское поселение |
| деревня | Большое Носакино | Едровское сельское поселение      |
| деревня | Большое Уклейно  | Ивантеевское сельское поселение   |
| деревня | Бор              | Короцкое сельское поселение       |
| деревня | Борисово         | Рощинское сельское поселение      |
| деревня | Борцово          | Яжелбицкое сельское поселение     |
| деревня | Бояры            | Семёновщинское сельское поселение |
| деревня | Брод             | Костковское сельское поселение    |
| деревня | Буданово         | Костковское сельское поселение    |
| деревня | Буяково          | Ивантеевское сельское поселение   |
| деревня | Быково           | Костковское сельское поселение    |
| деревня | Быльчино         | Любницкое сельское поселение      |
| город   | Валдай           | Валдайское городское поселение    |
| деревня | Ванютино         | Едровское сельское поселение      |
| деревня | Варницы          | Яжелбицкое сельское поселение     |
| деревня | Ватцы            | Костковское сельское поселение    |
| деревня | Великий Двор     | Яжелбицкое сельское поселение     |
| деревня | Вишневка         | Ивантеевское сельское поселение   |
| деревня | Высокуша         | Любницкое сельское поселение      |
| деревня | Гагрино          | Короцкое сельское поселение       |
| деревня | Гвоздки          | Едровское сельское поселение      |
| деревня | Глебово          | Короцкое сельское поселение       |
| деревня | Горка            | Рощинское сельское поселение      |
| деревня | Горки            | Любницкое сельское поселение      |
| деревня | Горушки          | Яжелбицкое сельское поселение     |
| деревня | Гостевщина       | Любницкое сельское поселение      |
| деревня | Дворец           | Яжелбицкое сельское поселение     |
| деревня | Дерганиха        | Костковское сельское поселение    |
| деревня | Добрилово        | Семёновщинское сельское поселение |
| деревня | Добывалово       | Едровское сельское поселение      |
| деревня | Долгие Бороды    | Рощинское сельское поселение      |
| деревня | Долгие Горы      | Яжелбицкое сельское поселение     |
| деревня | Долматово        | Любницкое сельское поселение      |
| деревня | Домаши           | Семёновщинское сельское поселение |
| деревня | Дубровка         | Любницкое сельское поселение      |
| деревня | Еглино           | Костковское сельское поселение    |
| деревня | Едно             | Рощинское сельское поселение      |
| село    | Едрово           | Едровское сельское поселение      |
| деревня | Ельники          | Яжелбицкое сельское поселение     |
| деревня | Ельчино          | Короцкое сельское поселение       |
| деревня | Ерёмина Гора     | Яжелбицкое сельское поселение     |
| деревня | Ермошкино        | Любницкое сельское поселение      |
| деревня | Жерновка         | Любницкое сельское поселение      |
| деревня | Житно            | Семёновщинское сельское поселение |
| деревня | Заборовье        | Семёновщинское сельское поселение |
| деревня | Загорье          | Яжелбицкое сельское поселение     |
| деревня | Закидово         | Рощинское сельское поселение      |
| деревня | Зелёная Роща     | Едровское сельское поселение      |
| деревня | Зехово           | Семёновщинское сельское поселение |
| село    | Зимогорье        | Валдайское городское поселение    |
| деревня | Злодари          | Семёновщинское сельское поселение |
| деревня | Ивантеево        | Ивантеевское сельское поселение   |
| деревня | Ижицы            | Яжелбицкое сельское поселение     |
| деревня | Ильюшкино        | Костковское сельское поселение    |
| деревня | Карнаухово       | Любницкое сельское поселение      |
| деревня | Карпея           | Семёновщинское сельское поселение |
| деревня | Кирилловщина     | Семёновщинское сельское поселение |
| деревня | Киселёвка        | Яжелбицкое сельское поселение     |
| деревня | Ключи            | Рощинское сельское поселение      |
| деревня | Княжёво          | Ивантеевское сельское поселение   |
| деревня | Княжово          | Яжелбицкое сельское поселение     |
| деревня | Козлово          | Ивантеевское сельское поселение   |
| деревня | Копейник         | Семёновщинское сельское поселение |
| деревня | Короцко          | Короцкое сельское поселение       |
| посёлок | Короцко          | Короцкое сельское поселение       |
| деревня | Корытенка        | Любницкое сельское поселение      |
| деревня | Костелёво        | Едровское сельское поселение      |
| деревня | Костково         | Костковское сельское поселение    |
| деревня | Котяты           | Семёновщинское сельское поселение |
| деревня | Красивицы        | Семёновщинское сельское поселение |
| деревня | Красилово        | Едровское сельское поселение      |
| деревня | Крестовая        | Яжелбицкое сельское поселение     |
| деревня | Кстечки          | Любницкое сельское поселение      |
| деревня | Кувизино         | Любницкое сельское поселение      |
| деревня | Кузнецовка       | Яжелбицкое сельское поселение     |
| деревня | Куяны            | Семёновщинское сельское поселение |
| деревня | Лутовёнка        | Любницкое сельское поселение      |
| деревня | Лучки            | Костковское сельское поселение    |
| деревня | Лысино           | Костковское сельское поселение    |
| деревня | Любница          | Любницкое сельское поселение      |
| деревня | Макуши           | Семёновщинское сельское поселение |
| деревня | Макушино         | Едровское сельское поселение      |
| деревня | Малое Городно    | Ивантеевское сельское поселение   |
| деревня | Малое Уклейно    | Ивантеевское сельское поселение   |
| деревня | Марково          | Едровское сельское поселение      |
| деревня | Милятино         | Любницкое сельское поселение      |
| деревня | Миробудицы       | Ивантеевское сельское поселение   |
| деревня | Миронеги         | Яжелбицкое сельское поселение     |
| деревня | Миронушка        | Короцкое сельское поселение       |
| деревня | Миронушка        | Яжелбицкое сельское поселение     |
| деревня | Мирохны          | Семёновщинское сельское поселение |
| деревня | Моисеевичи       | Яжелбицкое сельское поселение     |
| деревня | Мосолино         | Яжелбицкое сельское поселение     |
| деревня | Мыза             | Костковское сельское поселение    |
| деревня | Мысловичи        | Ивантеевское сельское поселение   |
| деревня | Наволок          | Едровское сельское поселение      |
| деревня | Некрасовичи      | Костковское сельское поселение    |
| деревня | Нелюшка          | Рощинское сельское поселение      |
| деревня | Немчинова Гора   | Яжелбицкое сельское поселение     |
| деревня | Нива             | Ивантеевское сельское поселение   |
| деревня | Новая            | Рощинское сельское поселение      |
| деревня | Новая Ивановка   | Ивантеевское сельское поселение   |
| деревня | Новая Ситенка    | Едровское сельское поселение      |
| деревня | Новинка          | Едровское сельское поселение      |
| деревня | Новинка          | Ивантеевское сельское поселение   |
| деревня | Новотроицы       | Рощинское сельское поселение      |
| деревня | Новые Удрицы     | Любницкое сельское поселение      |
| деревня | Объездно         | Яжелбицкое сельское поселение     |
| деревня | Овинчище         | Яжелбицкое сельское поселение     |
| деревня | Падбережье       | Любницкое сельское поселение      |
| деревня | Паршино          | Яжелбицкое сельское поселение     |
| деревня | Пестово          | Яжелбицкое сельское поселение     |
| деревня | Петрово-Сосницы  | Любницкое сельское поселение      |
| деревня | Плав             | Едровское сельское поселение      |
| деревня | Плотично         | Рощинское сельское поселение      |
| деревня | Поддубье         | Яжелбицкое сельское поселение     |
| деревня | Подольская       | Семёновщинское сельское поселение |
| деревня | Пойвищи          | Семёновщинское сельское поселение |
| деревня | Поломять         | Яжелбицкое сельское поселение     |
| деревня | Полосы           | Короцкое сельское поселение       |
| деревня | Почеп            | Яжелбицкое сельское поселение     |
| посёлок | Приозёрный       | Костковское сельское поселение    |
| деревня | Речка            | Едровское сельское поселение      |
| посёлок | Рощино           | Рощинское сельское поселение      |
| деревня | Русские Новики   | Ивантеевское сельское поселение   |
| деревня | Ручьи            | Семёновщинское сельское поселение |
| посёлок | Рыбный           | Костковское сельское поселение    |
| деревня | Рыжоха           | Семёновщинское сельское поселение |
| деревня | Рябиновка        | Яжелбицкое сельское поселение     |
| деревня | Рябки            | Яжелбицкое сельское поселение     |
| деревня | Рядчино          | Едровское сельское поселение      |
| деревня | Савкино          | Ивантеевское сельское поселение   |
| деревня | Селилово         | Любницкое сельское поселение      |
| деревня | Селище           | Едровское сельское поселение      |
| деревня | Сельско          | Костковское сельское поселение    |
| деревня | Семёнова Гора    | Едровское сельское поселение      |
| деревня | Семёновщина      | Семёновщинское сельское поселение |
| деревня | Серганиха        | Костковское сельское поселение    |
| деревня | Середея          | Короцкое сельское поселение       |
| деревня | Симаниха         | Ивантеевское сельское поселение   |
| деревня | Сиротино         | Любницкое сельское поселение      |
| деревня | Соколово         | Костковское сельское поселение    |
| деревня | Сопки            | Костковское сельское поселение    |
| деревня | Соснино          | Семёновщинское сельское поселение |
| деревня | Сосницы          | Любницкое сельское поселение      |
| деревня | Сосницы          | Семёновщинское сельское поселение |
| деревня | Среднее Носакино | Едровское сельское поселение      |
| деревня | Станки           | Рощинское сельское поселение      |
| деревня | Старая Ситенка   | Едровское сельское поселение      |
| деревня | Старина          | Едровское сельское поселение      |
| деревня | Старово          | Едровское сельское поселение      |
| деревня | Старые Удрицы    | Любницкое сельское поселение      |
| деревня | Стекляницы       | Костковское сельское поселение    |
| деревня | Сухая Ветошь     | Ивантеевское сельское поселение   |
| деревня | Сухая Нива       | Семёновщинское сельское поселение |
| деревня | Теребень         | Костковское сельское поселение    |
| деревня | Терехово         | Рощинское сельское поселение      |
| деревня | Труфаново        | Едровское сельское поселение      |
| деревня | Углы             | Любницкое сельское поселение      |
| деревня | Угриво           | Яжелбицкое сельское поселение     |
| деревня | Ужин             | Рощинское сельское поселение      |
| деревня | Усадье           | Рощинское сельское поселение      |
| деревня | Усиха            | Костковское сельское поселение    |
| деревня | Усторонье        | Костковское сельское поселение    |
| деревня | Фишуки           | Семёновщинское сельское поселение |
| деревня | Харитониха       | Едровское сельское поселение      |
| деревня | Холмы            | Семёновщинское сельское поселение |
| деревня | Чавницы          | Яжелбицкое сельское поселение     |
| деревня | Чирки            | Яжелбицкое сельское поселение     |
| деревня | Шилово           | Яжелбицкое сельское поселение     |
| деревня | Шугино           | Яжелбицкое сельское поселение     |
| деревня | Шуя              | Рощинское сельское поселение      |
| деревня | Яблонка          | Семёновщинское сельское поселение |
| село    | Яжелбицы         | Яжелбицкое сельское поселение     |
| деревня | Язвищи           | Семёновщинское сельское поселение |
| деревня | Яконово          | Ивантеевское сельское поселение   |
| деревня | Ямница           | Любницкое сельское поселение      |
| деревня | Ящерово          | Рощинское сельское поселение      |